# Engelbert Karl
Engelbert Karl (* 5. Mai 1841 in München; † 11. Oktober 1891 in Dresden) war ein deutscher Schauspieler, Dramatiker, Theaterdirektor und Regisseur.

## Leben
Engelbert Karl wurde in eine musikalische Familie geboren und begann 1859 seine Theaterlaufbahn am Volkstheater Max Schweigers in München. Zunächst als jugendlicher Liebhaber engagiert, wurde bald sein komisches Talent entdeckt. Der Charakterkomiker nahm am Krieg 1866 teil, aus dem er unbeschadet zurückkehrte. Danach erhielt er ein Engagement am Actien-Volkstheater am Münchner Gärtnerplatz. 1869 gelang ihm der Sprung als Solist und Bühnenautor nach Wien an das Theater in der Josefstadt.
1870 wurde er als Unteroffizier im bayrischen Infanterie-Leib-Regiment verpflichtet und musste am Deutsch-Französischen Krieg zwischen August und Dezember 1870 teilnehmen, u. a. an den Schlachten von Sedan, Wörth und Orléans. In Kampfpausen studierte er mit seinen Kameraden Possen und Operettenausschnitte ein, um sie aufzumuntern. In der Schlacht bei Beaugency wurde er schwer verwundet. Diese Erlebnisse konnte er nie ganz überwinden und spendete zeit seines Lebens bedeutende Summen für Kriegsinvaliden und andere Bedürftige.
Es folgten Engagements in Graz und Brünn. 1873 wurde er an das Dresdner Residenz-Theater engagiert, wo er als Regisseur von Possen und Singspielen sowie Darsteller komischer Gesangsrollen auftreten sollte. Bis zum Ende der Direktion von Hugo Müller stand er mit Koryphäen wie Marie Geistinger, Josefine Gallmeyer, Albin Swoboda und Felix Schweighofer, die am Residenz-Theater Gastspiele absolvierten, auf der Bühne. Es folgten Abstecher nach Breslau und an das Dresdner Hoftheater.
Da Müller die Theaterdirektion wegen finanzieller Schwierigkeiten 1877 aufgab und sein Nachfolger Ferdinand Dessoir auch keine erfolgreiche Hand besaß, entschloss sich Engelbert Karl, ab 1879 die Direktion des Residenz-Theaters selbst zu übernehmen. Ihm zur Seite stand Carl Pleininger. Mit der Dresdner Erstaufführung der Operette Jeanne, Jeannette et Jeanneton von Paul Lacôme begann die Ära der Künstlerdynastie Karl/Witt am Residenz-Theater. Binnen kurzer Frist gelang es ihm, ein hervorragendes Künstlerensemble zu formen, das das Residenz-Theater zum herausragenden Volkstheater in Dresden machte.
Zu seinem 25-jährigem Bühnenjubiläum wurde sein Lieblingsstück Der Verschwender von Ferdinand Raimund gegeben, er selbst und fünf seiner bis dahin sechs Kinder standen bei dieser Festvorstellung auf der Bühne. Im gleichen Jahr stand Girardi abermals auf der Bühne des Residenz-Theaters.
Am 7. August 1884 verabschiedete sich Karl aus gesundheitlichen Gründen vom Residenz-Theater und gab die Direktion an die Brüder Franz und Gabor Steiner; ersterer war mit Angelika Dittrich, der zweiten Ehefrau von Johann Strauss (Sohn), liiert. Die drei verabschiedeten sich jedoch schon im Folgejahr und übernahmen das Walhalla-Theater in Berlin. Karl, der inzwischen für das Thalia-Theater in Chemnitz arbeitete, entschloss sich zur Rückkehr und eröffnete seine erneute Direktion am 19. September 1885 mit Der Feldprediger von Carl Millöcker.
An seinem schweren Leiden, Folge seiner Verwundung von 1870, verstarb Engelbert Karl hoch anerkannt am 11. Oktober 1891 in Dresden.

## Bühnenautor (Auswahl)
- Das Vaterunser in der Christnacht, UA 1869, Theater in der Josefstadt, Wien
- Reise durch Dresden in 80 Minuten, UA 1880, Residenz-Theater, Dresden

## Persönlichkeit
Engelbert Karl wird als warmherzige Persönlichkeit, integer und großzügig geschildert. In seinem Nachruf von Ferdinand Gleich wurde er als „gute[r] Mensch und vortreffliche[r] Künstler“ gewürdigt. Karl etablierte das Musiktheater mit der Operette endgültig in Dresden. Durch sein Wirken kann das Residenz-Theater als der älteste Vorgänger der heutigen Staatsoperette Dresden betrachtet werden.

## Familie
Im Münchner Lazarett lernte er Anfang 1871 die 23-jährige Schauspielerin Magdelena Kindermann, Tochter des Opernsängers August Kindermann (1848–1924), kennen und heiratete sie noch im selben Jahr. Sie war unersetzliche Beraterin und „Kampfgefährtin“ (zit. Schwarze) für ihn und schaffte es, nach seinem Tod das Residenz-Theater bis 1906 weiterzuführen, um es dann in der alleinigen Direktion an ihren Schwiegersohn Carl Witt zu übergeben.
Aus der zwanzigjährigen Ehe gingen neun Kinder hervor. Davon können benannt werden:
- Julie, heiratete 1896/97 Carl Witt (1862–1930), den späteren Nachfolger von Engelbert Karl als Direktor des Residenz-Theaters
- Willy (1878–1930), Schauspieler
- Helene (1880), nach zehn Monaten verstorben
- Felix (* 1882)
- Paula (9. Kind) (1890–1946), die Ehefrau Carl Sukfülls, späterer Direktor des Residenz- und des Albert-Theaters Dresden